# Karangnangka (Pagentan)
Karangnangka is een bestuurslaag in het regentschap Banjarnegara van de provincie Midden-Java, Indonesië. Karangnangka telt 1683 inwoners (volkstelling 2010).